# Straty pozaeksploatacyjne
Strata pozaeksploatacyjna – część zasobów złoża kopaliny nienadająca się do eksploatacji lub użytkowania, powstała w wyniku planowo nieeksploatowanych fragmentów złoża. Przyczyny pominięcia części złoża przy urabianiu mają różnorodny charakter i wiążą się:
- z koniecznością utworzenia i utrzymywania poziomów transportowych i zabezpieczających,
- z budową obiektów górniczych zakładu górniczego, w tym dróg dojazdowych,
- z utworzeniem w złożu kopaliny filarów bezpieczeństwa wokół szybów,
- z zaistnieniem warunków uniemożliwiających lub znacznie utrudniających prowadzenie eksploatacji (np. zagrożenie dla załogi kopalni lub ruchu zakładu górniczego),
- z wystąpieniem okoliczności powodujących, że eksploatacja naruszałaby zasady ochrony środowiska.